# Hybanthus calycinus
Hybanthus calycinus är en violväxtart som först beskrevs av Dc., och fick sitt nu gällande namn av F. Müll.. Hybanthus calycinus ingår i släktet Hybanthus och familjen violväxter. Inga underarter finns listade i Catalogue of Life.

## Bildgalleri

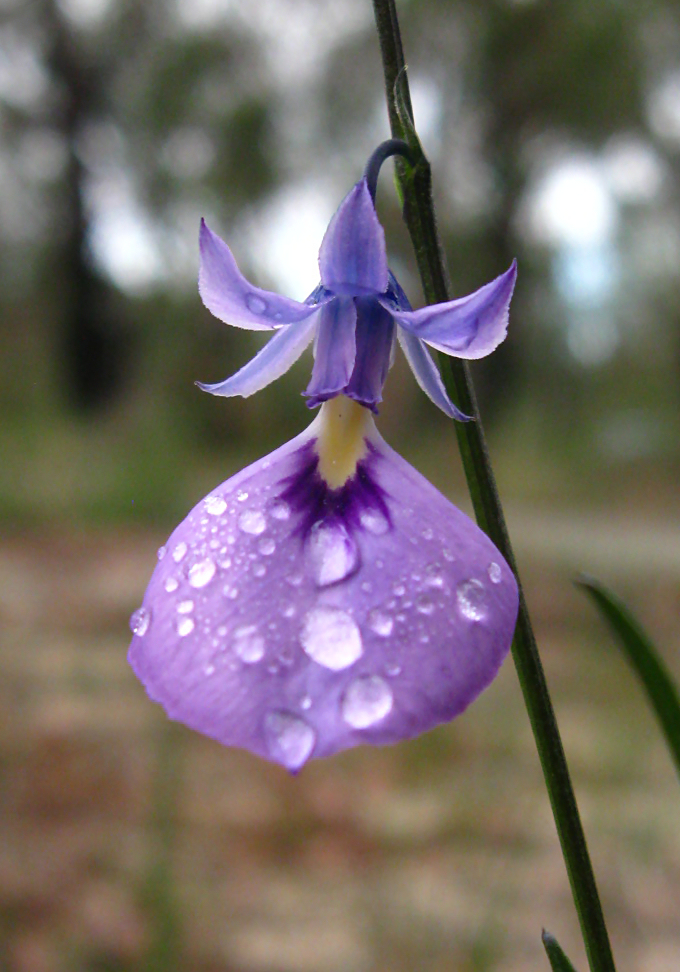
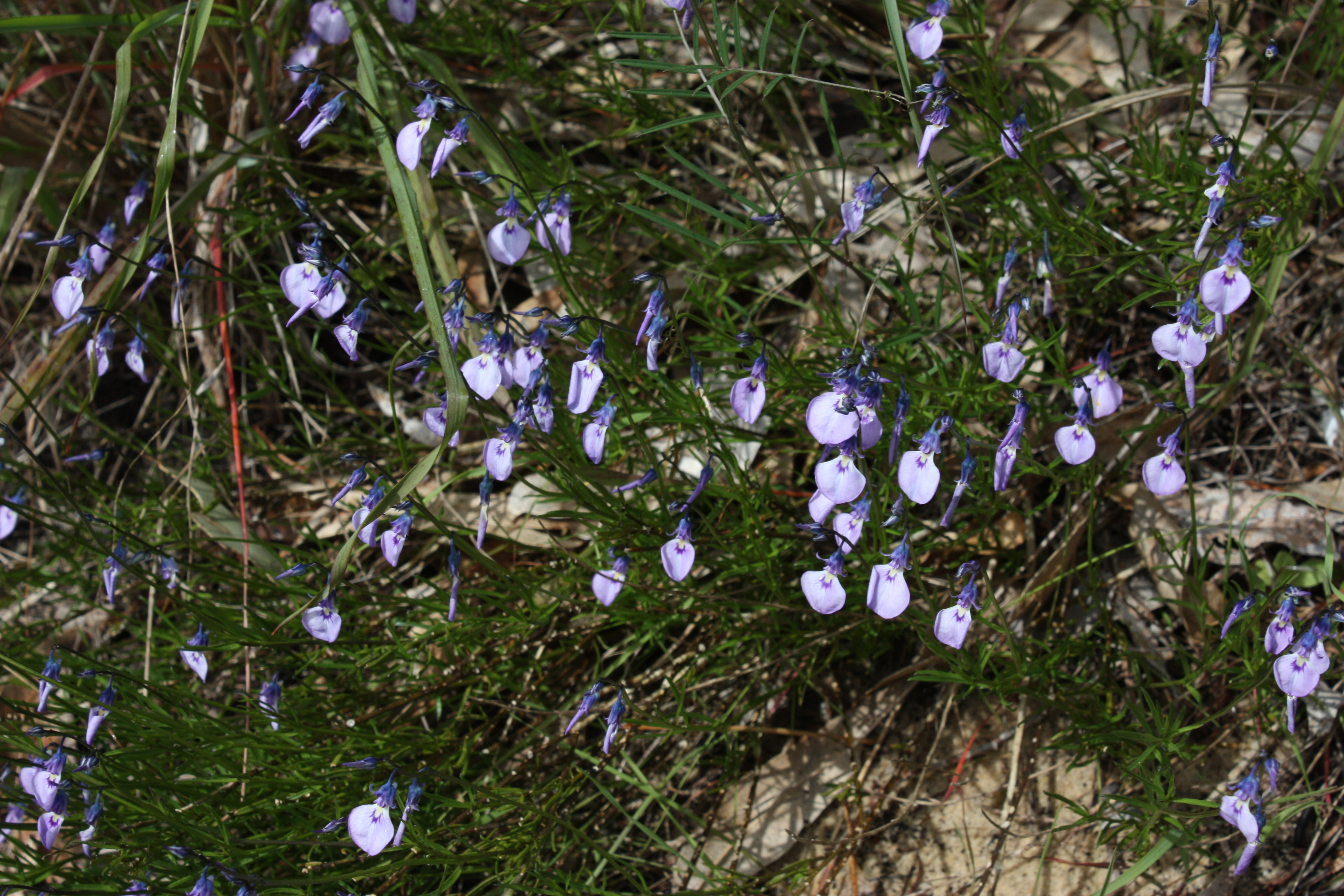